# گا دوک هی
گا دوک هی (کره‌ای: 가득희؛ زادهٔ ۳۱ مارس ۱۹۸۴) بازیگر اهل کره جنوبی است.

## مجموعه تلویزیونی
| سال  | عنوان                                    | نقش               | شبکه    |
| ---- | ---------------------------------------- | ----------------- | ------- |
| ۲۰۰۹ | راه خانه                                 |                   | کی‌بی‌اس۱ |
| ۲۰۰۹ | پارتنر                                   | اوه یونگ یی       | کی‌بی‌اس۲ |
| ۲۰۰۹ | زادگاه افسانه‌ها «مروارید میو-جونگ»       | سو بین            | کی‌بی‌اس۲ |
| ۲۰۱۰ | ملکه وارونه                              | بو مین آه         | ام‌بی‌سی  |
| ۲۰۱۱ | عشق شاهزاده خانم                         | بانو ریو          | کی‌بی‌اس۲ |
| ۲۰۱۱ | نمی‌تونم از دست بدم                       | گا دوک هی         | ام‌بی‌سی  |
| ۲۰۱۱ | تو اینجایی، تو ابنجایی، تو واقعاً اینجایی | لورا جانگ         | ام‌بی‌ان  |
| ۲۰۱۲ | ملکه و من                                | جو سو کیونگ       | تی‌وی‌ان  |
| ۲۰۱۲ | زمان طلایی                               | سو هیو اون        | ام‌بی‌سی  |
| ۲۰۱۳ | نُه                                       | کیم یو جین (۱۹۹۲) | تی‌وی‌ان  |
| ۲۰۱۳ | هور جون، داستان اصلی                     | سه هی             | ام‌بی‌سی  |
| ۲۰۱۳ | دختر امپراتور                            | نا اون            | ام‌بی‌سی  |
| ۲۰۱۴ | روزهای بهاری من                          | جو سه نا          | ام‌بی‌سی  |
| ۲۰۱۵ | خانواده شیرین وحشی                       | پارک سون یونگ     | ام‌بی‌سی  |
| ۲۰۱۷ | عروس هابک                                | حضور افتخاری      | تی‌وی‌ان  |